# 8556 Jana
8556 Jana este un asteroid din centura principală de asteroizi.

## Descriere
8556 Jana este un asteroid din centura principală de asteroizi. A fost descoperit pe 7 iulie 1995 la Observatorul Kleť de Zdeněk Moravec. Asteroidul prezintă o orbită caracterizată de o semiaxă mare de 2,91 ua, o excentricitate de 0,36 și o înclinație de 5,4° în raport cu ecliptica.